# プレオスポラ目
プレオスポラ目はクロイボタケ綱のうち最大の目である。39科249属に4700種以上が知られている。その多くは淡水、海水、陸上などの環境で植物遺骸につく腐生菌であるが、生きた植物に寄生するものや、着生植物、内生菌なども知られており、特に農業上重要な作物を病害する種がよく研究されている。
また動物の糞に生えるものや、少数だが地衣となるものも知られている。

## 特徴
クロイボタケ綱のうち、偽子嚢殻(pseudothecium)中の子嚢間に偽側糸(pseudoparaphysis)が認められるものが多いが、ディディメラ科のように子嚢果の成熟に伴って偽側糸が消失するものもある。

## 分類
分子系統解析にしたがった整理が進められている。

## 歴史
1869年にタマカビ目プレオスポラ科として認識されたのが淵源であるが、その後一旦はシュードスファエリア科へと移された。1955年にLuttrellが小房子嚢菌綱を設立した際に、改めてプレオスポラ目と呼んだのだが、このときラテン語記載が伴わなかったため正式に設立されたのは1987年になってからである。